# Уилсон, Иветт
Иве́тт Уи́лсон (англ. Yvette Wilson; 6 марта 1964, Лос-Анджелес, Калифорния, США — 14 июня 2012) — американская актриса и комедиантка. Номинантка на премию «NAACP Image Award» в номинации «Лучшая актриса второго плана в комедийном сериале» за роль Энделл Уилкерсон из телесериала «Паркеры» (1999—2004).

## Личная жизнь и смерть
Иветт была замужем за Джеромом Гарри, который в итоге остался её вдовцом.
В последние годы жизнь Иветт страдала от множества проблем со здоровьем, включая рак шейки матки и проблемы с почками. Уилсон нужно было провести трансплантацию почки. Её друг, Джеффри Питтл, создал вэб-сайт, куда люди могли вносить пожертвования на лечения актрисы. Скончалась Иветт 14 июня 2012 года от рака шейки матки в 48-летнем возрасте.